# 墨田区立錦糸小学校
墨田区立錦糸小学校（すみだくりつ きんししょうがっこう）は、東京都墨田区錦糸1丁目にある公立小学校。

## 沿革
- 1918年（大正7年） - 東京市太平尋常小学校を開設。当時の住所は、太平町1丁目50番地（現在の横川1丁目）。
- 1923年（大正12年）9月1日 - 正午頃に発生した関東大震災により、校舎が大破。さらに、火災により、校舎や校具が全焼。
- 1924年（大正13年） - 仮校舎ができる。
- 1928年（昭和3年） - 錦糸公園ができ、仮校舎を移転（現在の太平1丁目）。
- 1929年（昭和4年） - 現在地に、鉄筋コンクリート造り3階建ての新校舎が完成。
- 1933年（昭和8年） - 校歌と校旗ができる。
- 1941年（昭和16年） - 国民学校令により、東京市錦糸国民学校と改称。義務教育が8年に延長される。
- 1943年（昭和18年）7月1日 - 東京市と東京府が統合した東京都発足（東京都制施行）により、東京都錦糸国民学校と改称。
- 1945年（昭和20年） - 東京大空襲により、本所地区が全て焦土と化す。
- 1946年（昭和21年） - 元の茅場小学校校舎を仮校舎として授業を開始。
- 1947年（昭和22年） - 学制改革により、東京都墨田区立錦糸小学校と改称。
- 1959年（昭和34年） - 学童擁護員（緑のおばさん）が配置される。
- 1963年（昭和38年）年 - プール完成。日曜日の校庭開放が実施される。
- 1964年（昭和39年） - 集団登校開始。
- 1966年（昭和41年） - 通学帽が決められ、上履きを廃止する。
- 1967年（昭和42年） - 住居表示変更により、学校の住所が、墨田区錦糸1丁目9番12号と改められる。
- 1968年（昭和43年） - 水泳教育で、NHKテレビに出演する。開校50周年記念式典挙行。
- 1971年（昭和46年） - 校舎の取り壊しが始まる。
- 1973年（昭和48年） - 校舎改築の工事が完了する。開校55周年記念式典挙行。
- 1978年（昭和53年） - あわの自然学園ができ、移動教室が始まる。開校60周年記念式典挙行。
- 1979年（昭和54年） - 60周年記念として、タイムカプセルを埋める。
- 1997年（平成9年） - ランチルームができる。すみだトリフォニーホールがオープンし、オーケストラ教室が行われる。
- 2001年（平成13年） - パソコンルームの使用開始。校庭の全面改修工事実施。
- 2002年（平成14年） - 野外体験活動始まる。プールフェンス改修工事実施。学校ネットホームページ開設。完全週5日制実施。
- 2003年（平成15年） - 校庭側外壁工事を行う。1979年に埋めた60周年タイムカプセルを開ける。開校85周年を記念して錦糸グラウンドで大運動会を開催。開校85周年記念式典挙行し、音楽会・展覧会を開催。
- 2004年（平成16年） - 普通教室にエアコンが設置される。
- 2005年（平成17年） - コミュニケーションの教室「あおば」を開設。屋上プールが改修される。
- 2006年（平成18年） - スクールカウンセラー設置校となる。
- 2007年（平成19年） - 特別教室にエアコンが設置される。すみだ国際学習センターを開設。
- 2008年（平成20年） - 日本語教室を開設。
- 2015年（平成27年） - 給食室壁床改修工事実施。
- 2016年（平成28年） - 体育館床張り替え工事が行われる。
- 2018年（平成30年） - コミュニケーションの教室「あおば」の通級指導がなくなり、巡回拠点校となる。開校100周年記念式典挙行。

## 教育目標
- ◎おたがいを大事にする子（重点目標）
- 最後までやりとげる子
- 進んで学習する子
- 体をきたえる子

## 学校周辺
- ライオンズ錦糸町レジデンス - 墨田区道をはさんで、敷地が隣接。
  - なお、学校周辺には、『ライオンズ錦糸町レジデンス』以外のマンション・アパートなどの住宅施設が点在する
- 東京認証保育所こすもす保育園 - 進級前保育園のひとつ
- 清湘会新江東橋クリニック
- 北斎通り（墨田区道）
- スーパーホテル東京・錦糸町駅前
- きらぼし銀行錦糸町支店
- アルカタワーズ
  - アルカイースト
  - アルカウェスト（AIGタワー）
  - すみだトリフォニーホール
  - 東武ホテルレバント東京
  - アルカキット錦糸町
- 墨田区立太平保育園 - 進級前保育園のひとつ
- 学校法人立志舎
  - なお、本校に最も近いのは、立志舎学園5号館となる。
- JR東日本総武本線錦糸町駅
- 東京メトロ半蔵門線錦糸町駅
- 警視庁本所警察署錦糸町駅北口交番
- 錦糸公園
  - 錦糸公園テニスコート
  - 墨田区総合体育館
  - 錦糸公園野球場
- なお、錦糸町駅が近い関係で、商業施設やコンビニ、および上述以外の宿泊施設も点在するほか、中小規模の工場等も点在する。

## 通学区域
- 錦糸1丁目（全域）・錦糸2丁目（全域）・錦糸3丁目（全域）・錦糸4丁目（全域）・太平（1番～16番）・太平2丁目（1番～9番）・太平3丁目（1番～10番）・太平4丁目（1番～4番）・江東橋2丁目（19番）・江東橋4丁目（全域）[2]

## 進学先中学校
- 墨田区立錦糸中学校（江東橋4丁目を除く地域から通う児童の主な進学先）[2]
- 墨田区立堅川中学校（江東橋4丁目から通う児童の主な進学先）[2]

## 交通アクセス
- JR東日本総武本線・東京メトロ半蔵門線錦糸町駅から、徒歩4分。